# Татомир Анђелић
Татомир П. Анђелић (29. октобар/11. новембар 1903 — 7. август 1993) био је српски математичар и стручњак за механику, академик Српске академије наука и уметности.

## Биографија
Татомир Анђелић је рођен 11. новембра 1903. године у засеоку Буковац, између Чачка и Краљева, Бечањ, општина мрчајевачка, срез краљевачки, Србија, као једно од шесторо деце Павла и Дмитре рођене Симићевић. Мајка му је била неписмена, а отац земљорадник са четири разреда тадашње гимназије, али и народни посланик - демократа. Татомир је имао пет сестара.
Основну школу је завршио у Мрчајевцима 1914, а наставио је школовање тек 1919. (после завршетка рата). За годину дана исполагао је шест разреда гимназије, а наредна два разреда је редовно похађао и виши течајни испит је положио јуна 1922. у гимназији у Чачку. Данас га се Гимназија у Чачку сећа као једног од својих најпознатијих ученика.
Према сопственој жељи студирао је математику, физику и астрономију на Универзитету у Хајделбергу у периоду 1922-1927. Школску 1927/28. провео је на Филозофском факултету у Београду, где је јуна 1928. завршио математичку групу наука. На његово формирање као научника посебног су утицаја имали Михаило Петровић (1868 — 1943), Милутин Миланковић (1879 — 1958) и Антон Билимовић (1879 — 1970).
У периоду од октобра 1928. до септембра 1945. био је професор математике средње школе, углавном у Другој београдској гимназији (која се тада звала Друга мушка реална гимназија). Истовремено је држао и вежбе из рационалне механике код проф. Билимовића на факултету, као хонорарни асистент. Испит за професора средње школе положио је 1932.
Докторску дисертацију Диференцијалне једначине кретања нехолономног система у инкомпресибилној течности одбранио је фебруара 1946. После раздвајања Филозофског факултета 1947. припао је новооснованом Природно-математичком факултету, где је 1948. изабран за доцента при Катедри за механику и астрономију. Од 1. јула 1951. је ванредни професор за предмете механике, а од 1. маја 1957. је редовни професор Природно-математичког факултета. Био је шеф Катедре за механику и астрономију 1954-1962, а после њеног раздвајања шеф Катедре за механику 1964-1971. Када је 1971. Катедра је у оквиру реорганизације ПМФ постала Институт механике ПМФ у Београду, постао је управник тог Института. Био је декан Природно-математичког факултета 1958-1962. Отишао је у пензију 1974. године.
Изабран је 17. децембра 1959. за дописног члана Српске академије наука и уметности, а 21. марта 1974. за њеног редовног члана. Био је директор Математичком института САНУ од 1969. до 1978. године.
Био је дописни члан Међународне астронаутичке академије у Паризу од 1969. и ЈАЗУ од 1975. Добитник је Седмојулске награде 1975, Вукове награде 1980, затим Ордена рада са црвеном заставом 1965, Орден заслуга за народ са златном звездом 1971, Орден Републике са златним венцем 1978.
Био је ожењен Бранком, рођеном Петковић 1907. у Нишу. Имали су сина Борислава (1943), инжењера, и ћерку Наду (1950), архитекту.
Преминуо је 7. августа 1993. у Београду у својој 90. години.
Од 1. септембра 2005. по њему се зове основна школа у Мрчајевцима.

## Научни рад
Професор Анђелић је први који је у бившој Југославији увео тензорски рачун и први стварао подмладак који је почео да се бави тим снажним оруђем механичких наука.
Објавио је више радова из рационалне механике и Риманове геометрије. Аутор је више средњошколских и универзитетских уџбеника.